# Casa Fargas

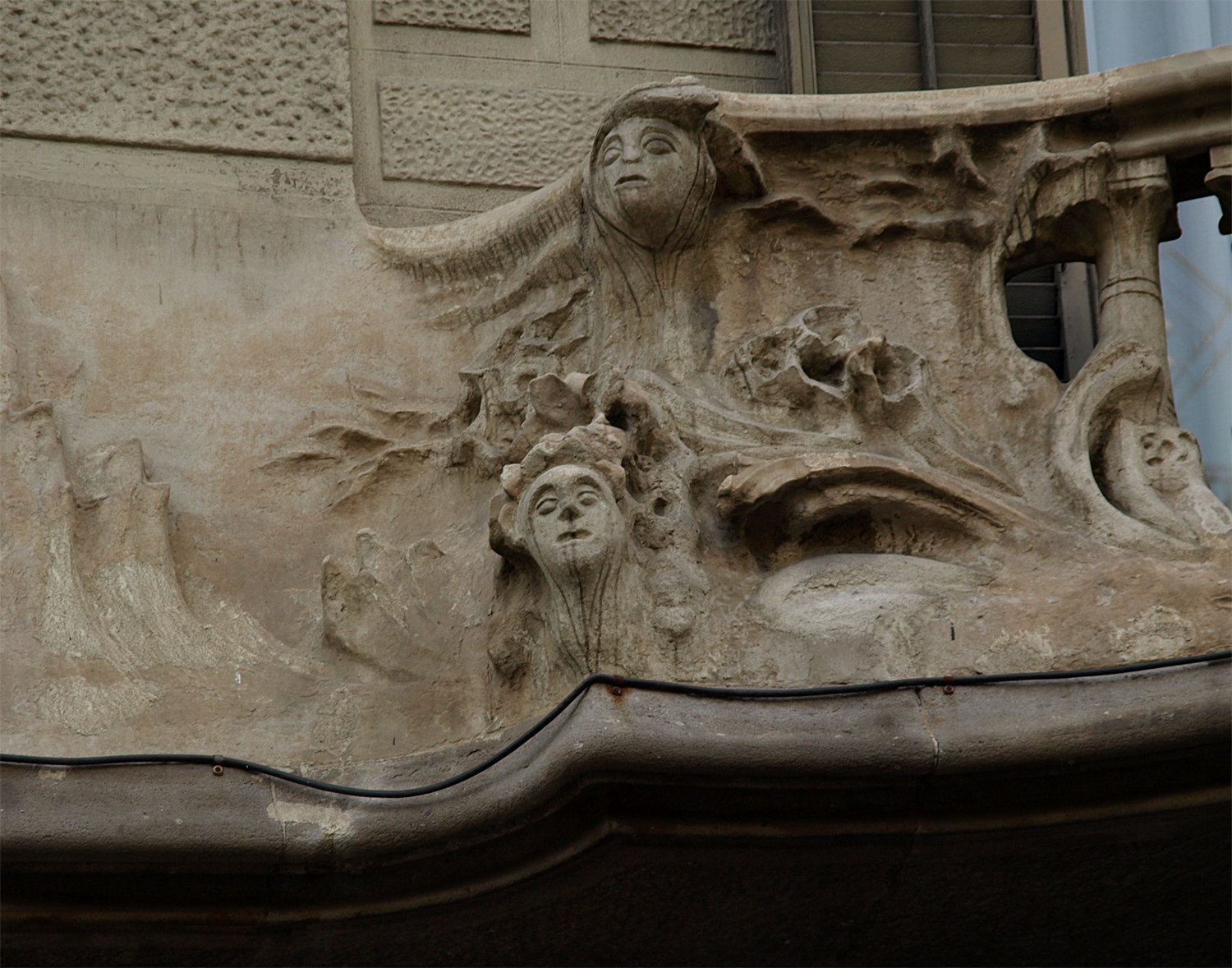
Dettaglio scultoreo del balcone principale

La casa Fargas è un edificio che si trova a Barcellona al numero 47 della Rambla de Catalunya.
Realizzata nel 1904 dall'architetto modernista Enric Sagnier su incarico del dottore Miquel Fargas, l'edificio è un buon esempio di condominio borghese tardo-modernista nell'Eixample, in cui al primo piano si trova l'abitazione del proprietario e nei piani successivi degli appartamenti, la cui superficie si riduce progressivamente per esser affittati a famiglie con redditi inferiori.
La casa è uno dei primi lavori di Enric Sagnier ed è un edificio molto più austero rispetto ai suoi progetti precedenti e senza grandi ornamenti, in cui spiccano i bovindi ondulati realizzati in pietra del loggione centrale e gli ornamenti scolpiti nel loggione e nei balconi del primo piano, oltre ai lavori in ferro battuto sulle ringhiere del resto dei balconi. Sfortunatamente è andato perduto il coronamento originale dell'edificio.
L'intera facciata è simmetrica, ad eccezione della porta d'ingresso posta a destra, e nell'atrio interno si notano due archi trilobati che separano lo scalone in marmo dal vano scala occupato dall'ascensore. La ringhiera, in legno e ferro battuto, riprende anche ornamenti floreali, e la parete che corre lungo le scale è ricoperta da ringhiere in marmo color ocra.  
In questa casa nacque e morì il politico liberale catalano Ramon Trias Fargas (1922-1989), fondatore di Esquerra Democràtica de Catalunya.